# Eudémos z Rhodu
Eudémos z Rhodu (řecky: Εὔδημος; asi 370 př. n. l. - asi 300 př. n. l.) byl starořecký filozof a historik ze 4. století př. n. l. Někdy bývá označován za prvního historika vědy v dějinách. Jako filozof byl představitelem peripatetické školy a žákem Aristotelovým. Připisuje se mu formulace eudaimonismu jako etického principu peripatetiků. Zhruba říká, že touha člověka po vyšším štěstí se uskutečňuje cestou rozvoje duchovních sil. Napsal několik komentářů k Aristotelovým dílům (Fyzika, Analytika, O rozpravě, O úhlu). Některé Aristotelovi práce též upravoval a redigoval (kvůli těmto úpravám se například Aristotelův spis o etice nazývá Eudémova etika, naopak Aristotelův spis Eudémos je pojmenován po Eudémovi z Kypru). Měl k Aristotelovi tak blízko, že patřil ke dvěma jeho žákům (spolu s Theofrastem z Lesbu), kteří byli nazýváni jeho "druhy" (ἑταῖροι). Aristoteles ho těsně před svou smrtí v roce 322 př. n. l. podle některých zdrojů také pověřil vedením peripatetické školy. Jiné zdroje tvrdí, že tím pověřil Theofrasta, a Eudémos se pak vrátil na rodný Rhodos, kde založil vlastní filozofickou školu. Spíše než jako filozof je ale ceněn jako autor historických pojednání Dějiny aritmetiky, Dějiny geometrie a Dějiny astronomie. Dochovaly se z nich pouze citáty v dílech pozdějších autorů (Díogenés Laertios, Klémens Alexandrijský ad.), přesto jejich historická hodnota je obrovská. Pouze díky nim jsme informováni o rané historii a vývoji řecké vědy. Eudémovi jsou připisovány i další dvě historické práce, ale zde není jeho autorství jisté. Jde o Dějiny teologie, které pojednávaly o babylonských, egyptských a řeckých představách o původu vesmíru a Dějiny Lindu (Lindos je město na řeckém ostrově Rhodos). Byla mu připisována i kniha se zázračnými příběhy o zvířatech, protože však charakter tohoto díla vůbec nezapadá do seriózního vědeckého přístupu, kterým se vyznačují jiná Eudémova díla, většina historiků jeho autorství odmítá.